# Fast Forward (Joe Jackson)
Fast Forward è il diciannovesimo album in studio del cantautore britannico Joe Jackson, pubblicato il 2 ottobre 2015.

## Descrizione
L'album è suddiviso in quattro parti – o "EP", secondo le note interne – corrispondenti ad altrettante sedute di registrazione che Jackson tenne in quattro differenti città – New York, Amsterdam, Berlino e New Orleans – ogni volta accompagnato da musicisti diversi. Ciascuna parte prende il nome dalla città in cui fu registrata. Sull'edizione in vinile in particolare, gli EP coincidono con le quattro facciate di un doppio long playing. Ogni sezione si compone a sua volta di quattro brani: l'album contiene dunque sedici tracce in totale, di cui quattordici inediti e due cover. 

### New York
Per le session newyorchesi, accanto al cantautore troviamo il bassista Graham Maby, suo collaboratore di lungo corso, più Bill Frisell alla chitarra e Brian Blade alla batteria. Oltre a tre canzoni originali, la formazione esegue See No Evil, cover di un brano del 1977 del gruppo punk rock newyorkese Television. La violinista Regina Carter, anche lei in precedenza parte della band di Jackson, è ospite nella title track di apertura.

### Amsterdam
I brani registrati nei Paesi Bassi vedono due componenti il trio olandese Zuco 103, il batterista Stefan Kruger e il tastierista Stefan Schmid, qui anche in veste di produttori assieme allo stesso Jackson. Al basso c'è Aram Kersbergen, insegnante presso il conservatorio dell'Aia nonché membro stabile della Metropole Orkest. Completano l'organico sette professori dell'Orchestra reale del Concertgebouw di Amsterdam. Ospite alla voce solista nella prima parte del brano Far Away è infine l'attore e cantante texano Mitchell Sink, all'epoca della registrazione appena quattordicenne ma già interprete di vari musical a Broadway.

### Berlino
In Germania Jackson si accompagna a due musicisti statunitensi, come lui stabilmente residenti nella capitale tedesca: il bassista Greg Cohen e il batterista Earl Harvin; la chitarra è affidata al jazzista tedesco Dirk Berger. Il brano If I Could See Your Face ospita un altro berliner, Markus Ehrlich, al sax mentre il trombettista ucraino Dmitry "Dima" Bondarev, anch'egli berlinese d'adozione, è il solista sul brano The Blue Time.
Il testo di If I Could See Your Face è una tagliente riflessione di Jackson sul tema dell'integrazione culturale, ispirata ad un fatto di sangue avvenuto ad Amburgo nel maggio 2008: Morsal Obeidi, sedicenne di origine afgana, fu uccisa a coltellate dal fratello maggiore solo perché voleva vestire e comportarsi come le sue coetanee tedesche. La tematica della convivenza tra culture diverse è simboleggiata anche in musica: nel brano ricorre infatti un passaggio a due voci per fiati, scritto secondo il contrappunto della tradizione occidentale ma con scale tipiche della musica araba; inoltre Jackson vi esegue all'organo Hammond un solo che accosta modi mediorientali al soggetto della fuga dalla celebre Toccata e fuga in Re minore di Johann Sebastian Bach.
La sezione berlinese dell'album si conclude con la rivisitazione di Good Bye Jonny, brano del repertorio cabarettistico tedesco dei primi anni trenta del XX secolo.

### New Orleans
Nella città della Louisiana culla del jazz, il cantautore si avvale di tre membri del gruppo jazz-funk locale Galactic: Stanton Moore, Robert Mercurio e Jeff Raines. A questi, su tre dei quattro brani, si aggiunge una sezione fiati composta da Donald Harrison Jr., "Big" Sam Williams e John Michael Bradford, tutti originari di New Orleans anche loro. 
Il brano conclusivo Ode to Joy contiene, come il titolo stesso suggerisce, una citazione del celebre tema dell'Inno alla gioia dal quarto movimento della Sinfonia n.9 di Beethoven, adattato da Jackson su un metro di 5/8.

## Tracce
Testi e musiche di Joe Jackson, eccetto dove indicato.
Lato A – The New York EP
1. Fast Forward – 6:02
2. If It Wasn't for You – 3:39
3. See No Evil – 4:08 (testo e musica: Tom Verlaine – arrangiamento: Joe Jackson)
4. Kings of the City – 5:22

Durata totale: 19:11
Lato B – The Amsterdam EP
1. A Little Smile – 4:00
2. Far Away – 4:02
3. So You Say – 2:52
4. Poor Thing – 3:32

Durata totale: 14:26
Lato C – The Berlin EP
1. Junkie Diva – 5:38
2. If I Could See Your Face – 4:19
3. The Blue Time – 5:31
4. Good Bye Jonny – 5:41 (testo: Hans Fritz Beckmann – musica: Peter Kreuder – arr. Jackson)

Durata totale: 21:09
Lato D – The New Orleans EP
1. Neon Rain – 3:35
2. Satellite – 4:24
3. Keep on Dreaming – 4:17
4. Ode to Joy – 4:16

Durata totale: 16:32

## Musicisti
- Joe Jackson (intero album) – voce, pianoforte, tastiere, programmazione

The New York EP
- Bill Frisell – chitarra
- Brian Blade – batteria
- Graham Maby – basso
- Regina Carter – violino (traccia 1)

The Amsterdam EP
- Stefan Kruger – batteria
- Stefan Schmid – tastiere
- Aram Kersbergen – basso e contrabbasso
- Mitchell Sink – voce (traccia 6)
- Musicisti dell'Orchestra reale del Concertgebouw:

Borika Van Den Booren – primo violino
Michael Waterman – secondo violino
Edith Van Moergastel – viola
Benedikt Enzler – violoncello
Guido Nijs – sassofono
Jan van Duikeren – tromba
Claus Tofft  – percussioni
The Berlin EP
- Greg Cohen – basso
- Earl Havin – batteria
- Dirk Berger – chitarra
- Marcus Ehrlich – sax tenore (traccia 10)
- Dmitry "Dima" Bondarev – tromba (traccia 11)

The New Orleans EP
- Stanton Moore – batteria
- Robert Mercurio – basso
- Jeffrey Raines – chitarra
- Sezione fiati:

Donald Harrison jr. – sax, direzione dei fiati
John Michael Bradford – tromba
"Big Sam" Williams – trombone